# Corda (musica)

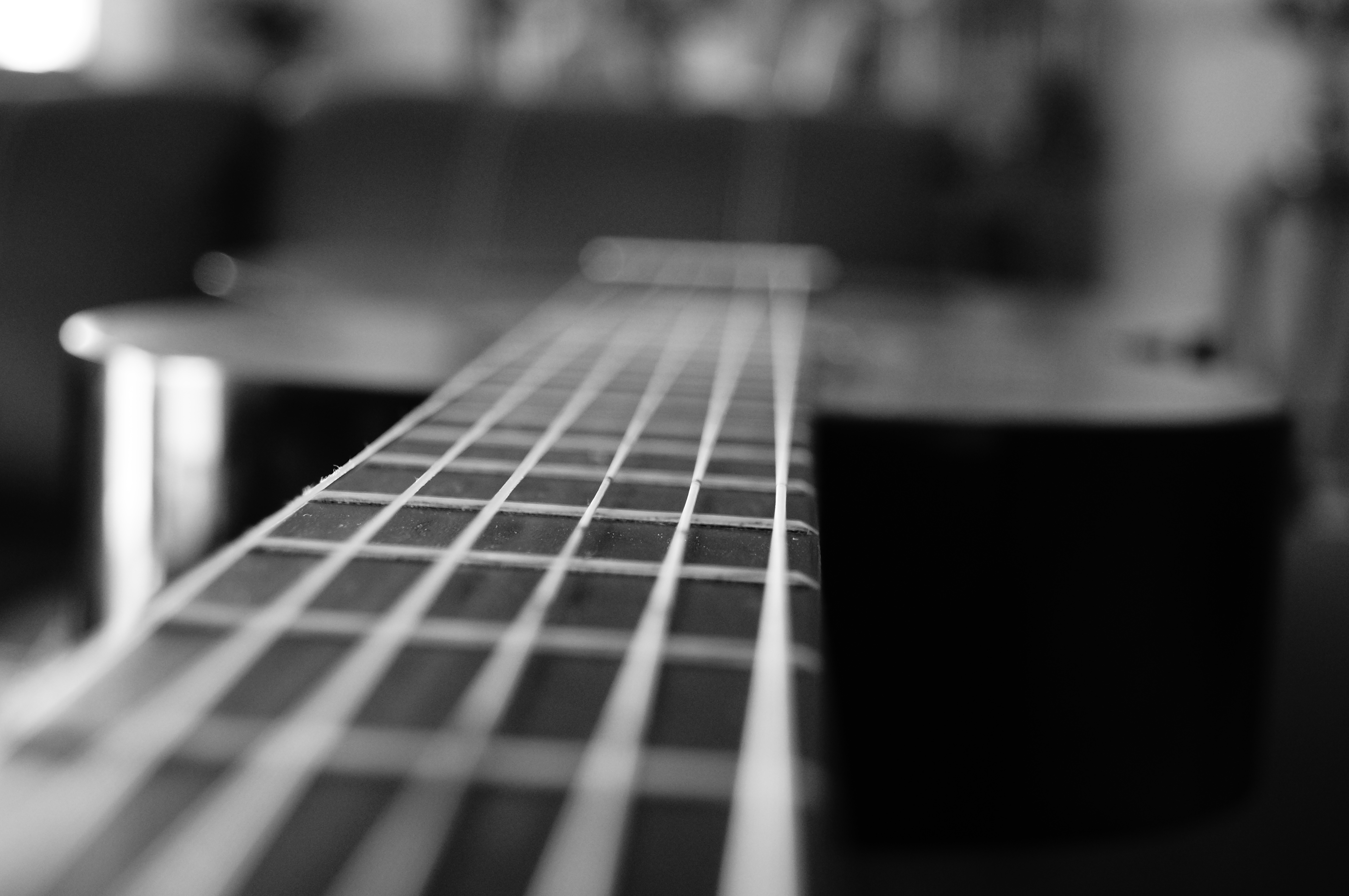
Corde di una chitarra

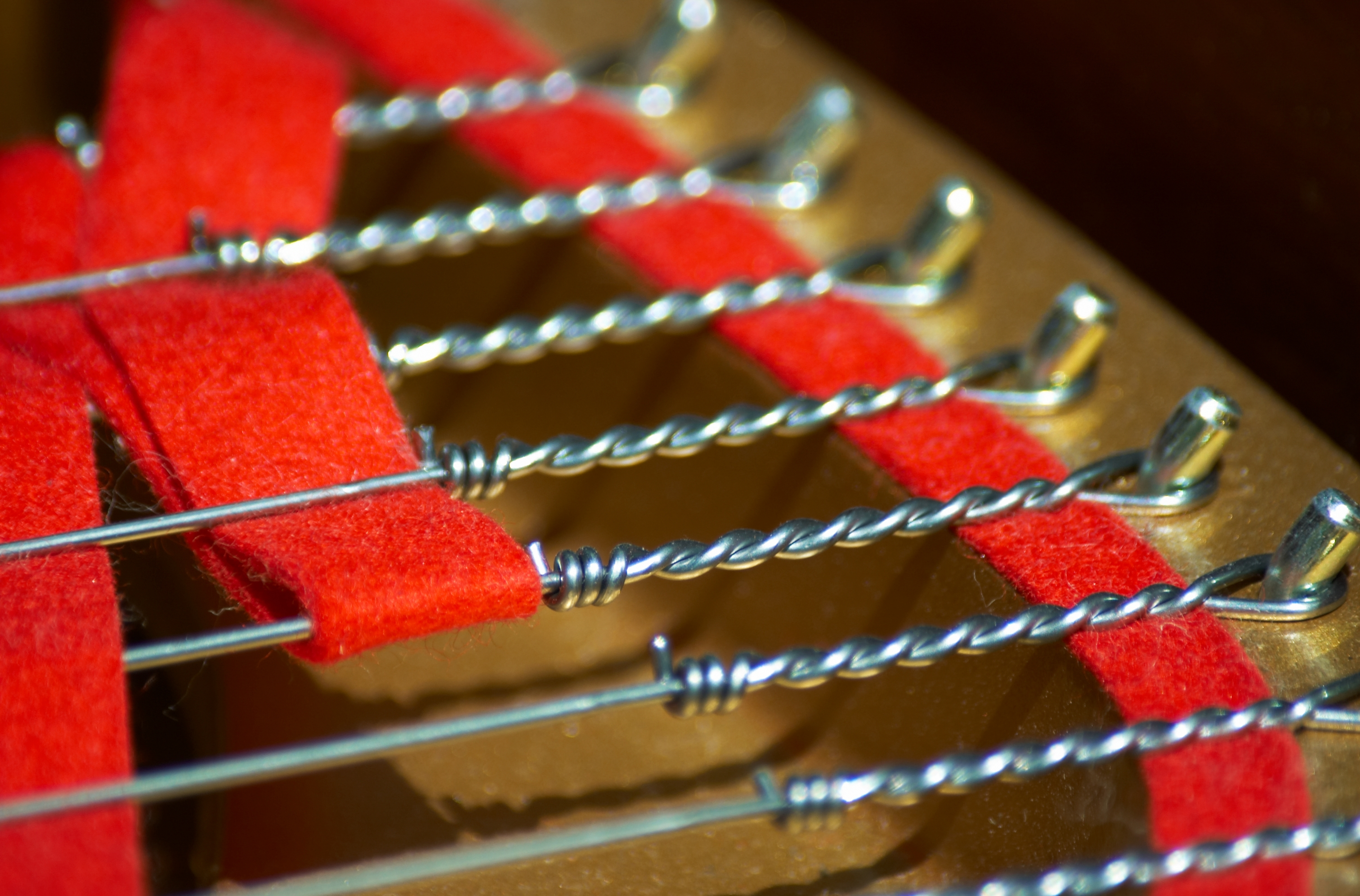
Corde di un pianoforte

La corda è uno dei più comuni corpi vibranti utilizzati negli strumenti musicali per produrre i suoni. Tesa fra le estremità e sollecitata, si mette in vibrazione ed emette al mezzo circostante delle onde sonore.

## Materiali
Il materiale usato per la costruzione di corde musicali è abbastanza vario: budello di pecora, metallo, spesso acciaio armonico, con un'anima rivestita utilizzando spirali in bronzosincato fosforoso per le note più basse. Sono utilizzate anche corde in nylon, in seta rivestita di metallo, PVDF (anche detto Polivinilidenfluoruro, Fluorocarbonio o Fluorocarbon) e altri materiali sintetici.

## Sollecitazione della corda
Il modo con cui la corda viene messa in vibrazione può essere di tre generi:
- la corda viene pizzicata (in genere con le dita o, nel caso della chitarra, anche con un plettro)
- la corda viene percossa (in genere con un martelletto)
- la corda viene sfregata (in genere da un archetto)

Il punto della corda che viene utilizzato per iniziare la vibrazione influenza il tipo di onda che si forma: se la vibrazione inizia vicino al centro, il suono risultante è generalmente più morbido, caratterizzato dalla prevalenza dell'armonica fondamentale; nel caso opposto, quando la corda viene messa in vibrazione da un punto vicino alla sua estremità il suono è più secco e hanno la prevalenza le armoniche più alte.

## Suono prodotto
Diminuendo la lunghezza della corda, ad esempio per metà, si ottiene un suono uguale al precedente come tono, ma più alto di un'ottava: la corda vibra con una frequenza doppia. Se scorciamo ancora la corda, ancora a metà, quindi un quarto rispetto al primo tentativo, avremo un suono ancora più alto: la corda vibra con una frequenza quadrupla. Questa è la definizione dell'«altezza» del suono, che cambia con la frequenza. La frequenza alla quale la nostra corda vibra può essere regolata anche modificando la tensione applicata alle estremità: al crescere della tensione, aumenta anche la frequenza e quindi la tonalità del suono prodotto.
Per variare il «volume», è necessario variare con l'energia posseduta dalle onde sonore o la loro intensità: questo è possibile farlo pizzicando o colpendo la corda con maggiore forza, oppure dimensionando un'opportuna cassa di risonanza.
Il suono prodotto da una singola corda è migliorabile da un punto vista acustico con un ulteriore accorgimento, basato sul fenomeno dei battimenti, utilizzando quindi due o tre corde con frequenza di vibrazione molto vicina, ma non identica.

## Corda negli strumenti ad arco
Anticamente le corde erano realizzate in budello (ovino, o di altro animale), che nel XVII secolo ha iniziato ad essere rivestito con un filo metallico per poter realizzare corde basse più sottili e quindi più responsive. Per la fasciatura si utilizzano diversi metalli, come rame (nelle corde antiche) e argento, affiancati successivamente da alluminio, cromo, oro, tungsteno (usato solitamente nelle mute moderne per la IV corda di viola e violoncello). Nelle corde moderne, inoltre, le due estremità sono fasciate con un rivestimento colorato che aumenta l'aderenza sul pirolo e permette di distinguere a colpo d'occhio, tramite i colori stessi, il produttore e il modello di corda, ma anche la tensione o il calibro.
Alla fine del XIX secolo sono state introdotte le corde in acciaio armonico (inizialmente solo il mi del violino, gradualmente anche le altre), la cui diffusione è stata però abbastanza limitata fino alla prima guerra mondiale, durante la quale vi era difficoltà nel reperire materiale di qualità per la fabbricazione di corde in budello. Le corde metalliche si sono diffuse prima in America (dove era più difficile reperire corde in budello europee di buona fattura) e solo più lentamente nel vecchio continente. La nuova tipologia di corde non era inizialmente ben vista ed è stata tenuta in scarsa considerazione per diverso tempo, affermandosi quando per necessità hanno iniziato a farne uso grandi violinisti, come Heifetz, Kreisler e Thibaud.
Le corde in acciaio presentano alcuni vantaggi rispetto al budello. Questo infatti ha tempi di assestamento dopo l'installazione abbastanza lunghi e l'accordatura è poco stabile, risentendo soprattutto delle variazioni di umidità e temperatura atmosferiche. Le corde in acciaio si assestano molto rapidamente, tengono bene l'accordatura, risentendo poco delle variazioni climatiche ambientali, hanno una durata maggiore e costano molto meno delle corde in budello. Negli anni settanta del XX secolo sono state introdotte le corde in materiale sintetico (tipicamente perlon o polimeri simili), che hanno un suono più morbido rispetto all'acciaio e una buona tenuta dell'accordatura. Tuttavia le corde sintetiche, e ancor di più le corde in acciaio, hanno un timbro più povero rispetto al budello, che infatti viene ancora impiegato da molti professionisti.

### Fissaggio e accordatura
Il fissaggio delle corde alla cordiera può essere realizzato in vario modo. Anticamente le corde in budello venivano fissate direttamente dal musicista, che realizzava un nodo ad asola o direttamente intorno alla cordiera, avendo cura di annodare su sé stessa o bruciacchiare l'estremità libera oltre il nodo, per evitarne lo sfilacciamento. Si è poi diffusa la pratica di realizzare già in fabbrica l'asola per il fissaggio e successivamente è stato introdotto un sistema di fissaggio più pratico, usato sulle corde in acciaio o sintetiche e diffusosi poi anche sulle moderne corde in budello, alla cui estremità viene fissato entro l'asola un pallino o cilindretto metallico, il quale va ad incastrarsi sotto l'intaglio della cordiera o nel braccio del tiracantino.
L'accordatura viene eseguita tramite i piroli. Sulla cordiera possono essere anche montati dei tiracantini che permettono di ottenere più facilmente un'accordatura precisa. I professionisti di solito impiegano il tiracantino solo sulla prima corda (da cui anche il nome stesso di tiracantino), mentre di solito vengono usati su tutte e quattro le corde dai violinisti alle prime armi, essendo molto più semplici da usare rispetto ai piroli. I tiracantini sono inoltre poco efficaci con le corde in budello per via della loro corsa limitata, che spesso non basta a coprire le oscillazioni d'intonazione di questo tipo di corde, e per gli spigoli che possono facilmente sfibrare e tagliare la corda. Per questo motivo si preferisce solitamente farne uso solo sulle corde in acciaio o su quelle sintetiche.
Un altro metodo per effettuare correzioni temporanee all'accordatura consiste nell'alterare manualmente la tensione corda, tirandola lateralmente con un dito per abbassarla oppure premendo con un dito la porzione di corda nel cavigliere, tra il capotasto ed il pirolo, per alzarla. Queste correzioni sono solitamente poco stabili e non sono un buon modo per accordare, ma possono essere usate come artifizio di emergenza mentre si suona su uno strumento che si è scordato, in attesa di un momento opportuno per ripristinare correttamente l'accordatura con i piroli.